# Stadtpflegeranger

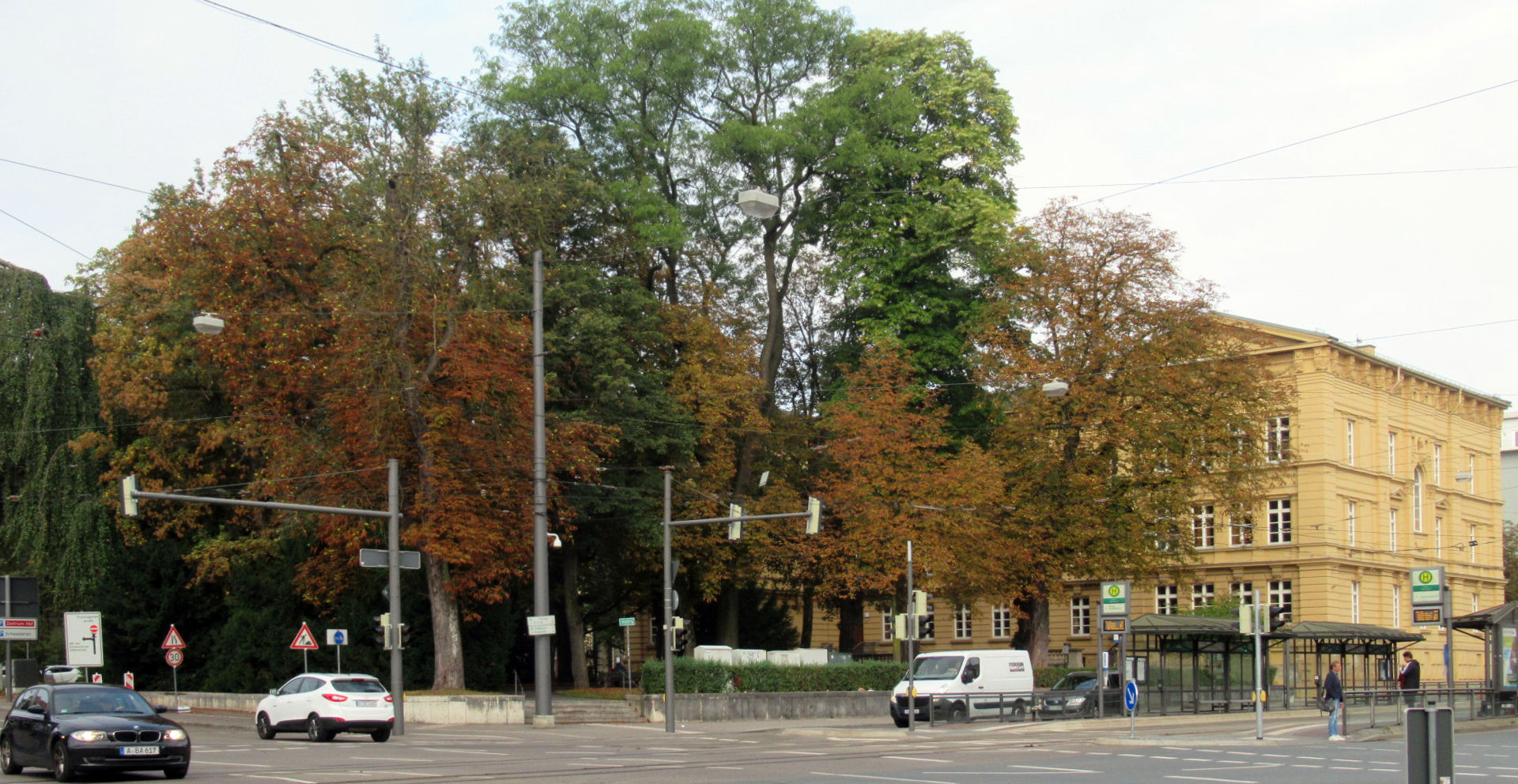
Der Stadtpflegeranger – Ecke Am Alten Einlaß / Volkhartstraße; hinten rechts die St.-Anna-Grundschule

Der Stadtpflegeranger ist eine kleine Grünanlage in der Innenstadt von Augsburg. Er befindet sich im Bahnhofsviertel an der Straße Am Alten Einlaß und bildet zusammen mit mehreren umliegenden historischen Gebäuden ein unter Ensembleschutz stehendes städtebauliches Ensemble. Von der Anfang des 19. Jahrhunderts angelegten Grünanlage ist mittlerweile nur noch eine kleinere Teilfläche vorhanden.

## Geschichte

### Öffentliche Grünfläche
Der ursprünglich größere Anger vor dem Alten Einlaß – eines der ehemaligen Augsburger Stadttore und zudem „Nachttor“ am westlichen Altstadtrand – wurde um etwa 1820 als städtische Grünfläche hergerichtet. So wurden in den 1820er Jahren an einem neu angelegten Weg auf dem sogenannten „Stadtpfleger-Anger“ (spätere Schreibweise Stadtpflegeranger) zahlreiche Balsam-Pappeln angepflanzt. 1831 berichtete das Augsburger Tagblatt, dass der Anger mit seiner Allee aus Balsam-Pappeln, die „im Frühjahre einen so angenehmen Geruch geben“, bevorzugt im Frühjahr und Herbst zu Spaziergängen aufgesucht werde. Seine Anlage sei dem Regierungsdirektor Johann Nepomuk von Raiser zu verdanken gewesen. Von Raiser war von 1817 bis zu seinem Ruhestand 1838 als Regierungsdirektor der Provinz Schwaben und Neuburg in Augsburg tätig und betätigte sich nebenher als Historiker und Altertumsforscher.
Die Pappeln zeigten zwar „üppigsten Wuchs“, gleichwohl waren infolge von Windbruch sowie eines um 1829 erfolgten Befalls von tierischen Holzschädlingen bald viele Bäume abgängig. Sie wurden in den 1830er Jahren durch Eschen ersetzt, die sich jedoch an diesem Standort nicht als Alleebäume bewährten.
1858 wurden – vermutlich bei gärtnerischen Arbeiten – Münzen aus der römischen Zeit auf dem Stadtpflegeranger gefunden.

### Teilbebauung
Im Zuge des Wachstums der Stadt in der Gründerzeit wurden ab etwa 1871 große Teilflächen des am Rande der Altstadt gelegenen Stadtpflegerangers bebaut. So entstand im südlichen Bereich von 1871 bis 1875 der Justizpalast, der ab 1875 das Königliche Bezirks- und Stadtgericht beherbergte. Im nördlichen Bereich entstand von 1872 bis 1873 die Sankt Anna Volksschule, die anfangs eine reine Mädchenschule war. Das im Stil der Neurenaissance errichtete Gebäude der „Stadtpflegeranger-Schule“ wird heute von der städtischen St.-Anna-Grundschule genutzt und im Gegensatz zu den Gründungsjahren wird diese Grund- und vormalige Volksschule seit langem von Jungen und Mädchen besucht.
Bei den Erdarbeiten für diese Teilbebauung des Angers kamen wiederum antike Fundstücke aus der römischen Zeit zutage. 1872 gab der Historische Verein für Schwaben und Neuburg gemäß einem Bericht der Augsburger Abendzeitung bekannt, dass bei den „Erdarbeiten auf dem Stadtpflegeranger (Bau des Justizpalastes und des neuen Schulhauses) […] mehrere interessante Alterthümer aus der Römerzeit ausgegraben“ wurden. Zu den historischen Fundstücken gehören unter anderem zahlreiche Urnen sowie beispielsweise ein Relieffragment, das sich inzwischen – wie andere Funde vom Stadtpflegeranger – im Besitz des Römischen Museums Augsburg befindet.
Der Bau beziehungsweise Ausbau der in Nord-Süd-Richtung verlaufenden Schaezlerstraße (ab etwa 1870/71) und Volkhartstraße (ab etwa 1875) führte zu einer weiteren Verkleinerung der Grünfläche.

### Heutiger Stadtpflegeranger

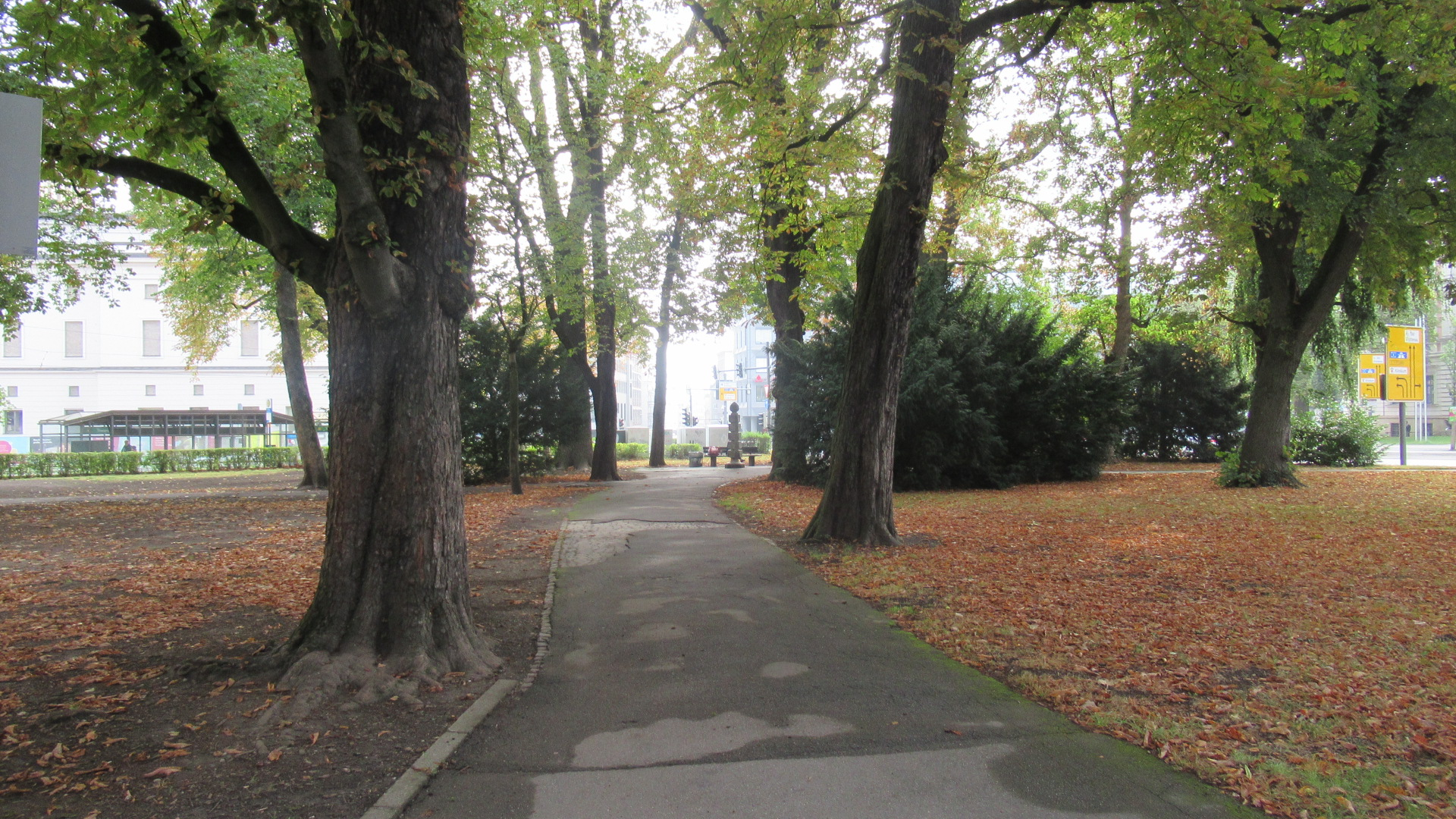
Der Stadtpflegeranger, hinten Mitte die „Geschichtssäule“

Etwa 1970 wurde auf dem Stadtpflegeranger eine „Geschichtssäule“ aufgestellt, siehe Abschnitt Die „Geschichtssäule“.
Heute wird der Stadtpflegeranger im Nordosten von der Volkhartstraße, im Südosten von der Straße Am Alten Einlaß und im Südwesten von der Schaezlerstraße begrenzt, während im Nordwesten die St.-Anna-Grundschule an die Grünanlage anschließt. Die früheren Balsam-Pappeln und Eschen wurden inzwischen von großen Kastanienbäumen abgelöst.
Die Grünanlage liegt bis zu etwa 80 Zentimeter höher als die Volkhartstraße und der abgeschrägte Straßeneckbereich zur Straße Am Alten Einlaß, die im weiteren Verlauf leicht ansteigt und an der sich der Höhenunterschied bis auf etwa 20 Zentimeter verringert. Gegenüber den Gehwegen dieser beiden Straßen wird die höherliegende Grünfläche durch eine Stützmauer aus Sichtbetonfertigteilen abgefangen. An der Volkhartstraße führen zwei Außentreppen zur Grünanlage.
Rund um den Stadtpflegeranger bilden die „Stadtpflegeranger-Schule“ (St.-Anna-Grundschule), das Große Haus des „Stadttheaters“ (heute Staatstheater Augsburg), der Justizpalast und das Bibliotheksgebäude der Staats- und Stadtbibliothek ein eindrucksvolles Ensemble, das allerdings stark von den kreuzenden mehrspurigen Hauptverkehrsachsen „zerschlossen“ ist und somit seine ursprüngliche städtebauliche Wirkung verloren hat. Die vier Gebäude gehören zum Ensemble Fuggerstraße / Volkhartstraße /  Schaezlerstraße, das als umfangreiches Bauensemble unter Denkmalschutz steht und in die Bayerische Denkmalliste eingetragen ist.

## Die „Geschichtssäule“

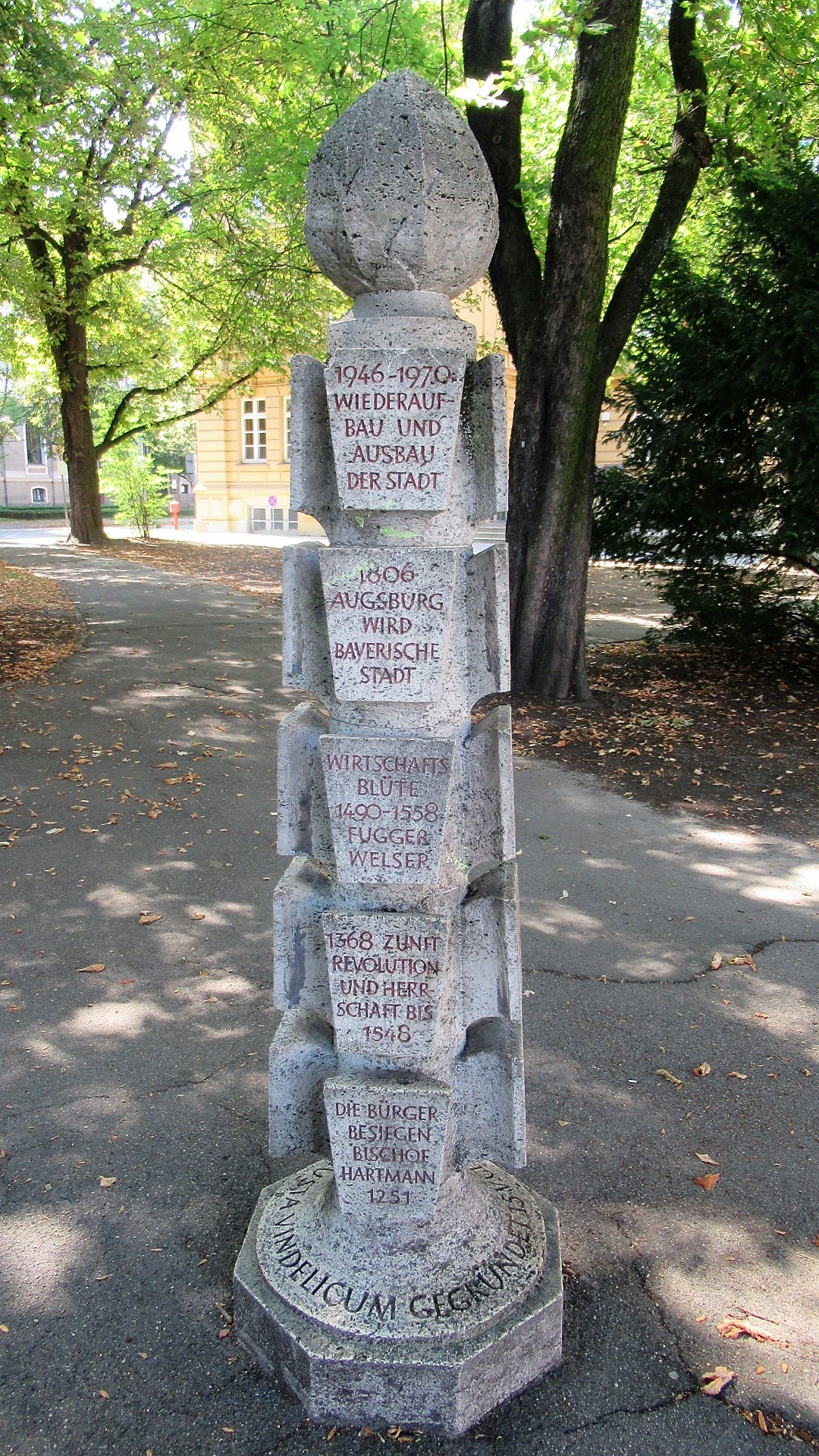
Die „Geschichtssäule“ auf dem Stadtpflegeranger

In oder nach dem Jahr 1970 wurde inmitten des Stadtpflegerangers an einer Wegegabelung eine „Geschichtssäule“ aus Naturstein aufgestellt (). Die freistehende Säule hat eine Gesamthöhe (einschließlich Sockel) von 230 cm und gibt auf insgesamt 20 kleinen Texttafeln bedeutende Ereignisse aus der Augsburger Stadtgeschichte wieder, zusammen mit einer oder mehreren zugehörigen Jahreszahlen. In fünf Lagen übereinander sind jeweils vier Texttafeln ringsum an der Säule angeordnet, die unten mit dem Ereignis „Schlacht auf dem Lechfeld 955“ beginnen und oben mit „1946–1970 Wiederaufbau und Ausbau der Stadt“ enden. Auf dem Sockel erinnert eine weitere Inschrift an die Ursprünge der Stadt.
Sowohl der Anlass als auch der Erschaffer und das genaue Datum der Errichtung dieser Geschichtssäule sind nicht bekannt. Die Gestaltung und Art der Ausführung lassen auf eine Steinbildhauer- oder handwerkliche Steinmetzarbeit schließen.
Die Inschriften auf den Texttafeln und dem Sockel sind in Versalien ausgeführt. Bei Worttrennungen infolge von Zeilenumbrüchen auf den Tafeln wurde platzbedingt teils auf Trennstriche verzichtet.
Der Schaft der Säule ist aus fünf sogenannten Säulentrommeln zusammengesetzt und weist einen sich nach oben leicht verjüngenden Schaftaufbau auf. Jede Säulentrommel beinhaltet ein Rundsäulen-Teilstück gleicher Höhe und Durchmessers, aus dem kreuzförmig vier Texttafeln auf kurzen Verbindungsstücken herausgearbeitet sind. Alle Texttafeln haben gleiche Abmessungen und bestehen aus einem gleichschenkligen und spiegelsymmetrischen Trapez, das aufrecht auf seiner Schmalseite steht und sich nach oben verbreitert (Breite = 17,5 / 22 cm, Höhe = 24,5 cm). Die Texttafeln wirken wie idealisierte Wappenschilder. In den fünf Schaftabschnitten sind die Texttafeln jeweils nach hinten geneigt, wobei sich die Länge der Verbindungsstücke zum Rundschaft abschnittsweise von unten nach oben verkürzt, während die Neigung der fluchtend zueinander ausgerichteten Tafeln gleich bleibt. Insgesamt ergibt sich dadurch eine „leicht konische und etwas gedrungene Wirkung“ der Säule.
Der Säulenkopf ist als Zirbelnuss, dem Wahrzeichen Augsburgs, ausgebildet.
Die Basis der Säule besteht aus einer achteckigen Platte, auf dem sich, etwas zurückgesetzt, der runde und stempelartige Säulenfuß erhebt. Eine kreisförmige Inschrift erinnert an das 15 v. Chr. gegründete römische Heerlager und die spätere römische Provinzhauptstadt Augusta Vindelicum, auf die der Name der Stadt Augsburg zurückgeht:
 LEGIONS
  LAGER       AUGUSTA VINDELICUM GEGRÜNDET 15 V CHR  

Sockelinschrift der „Geschichtssäule“
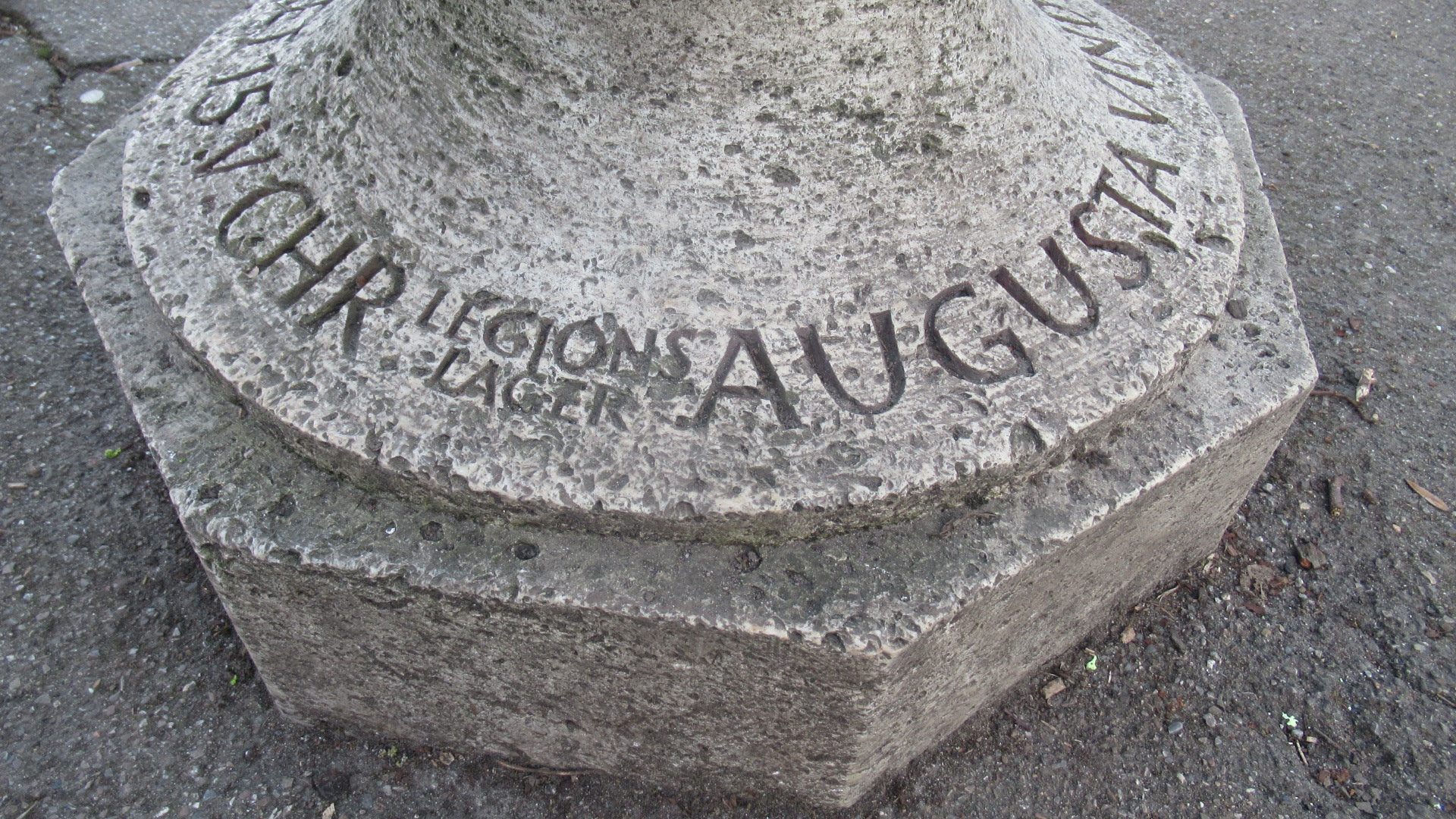
Inschrift (a)
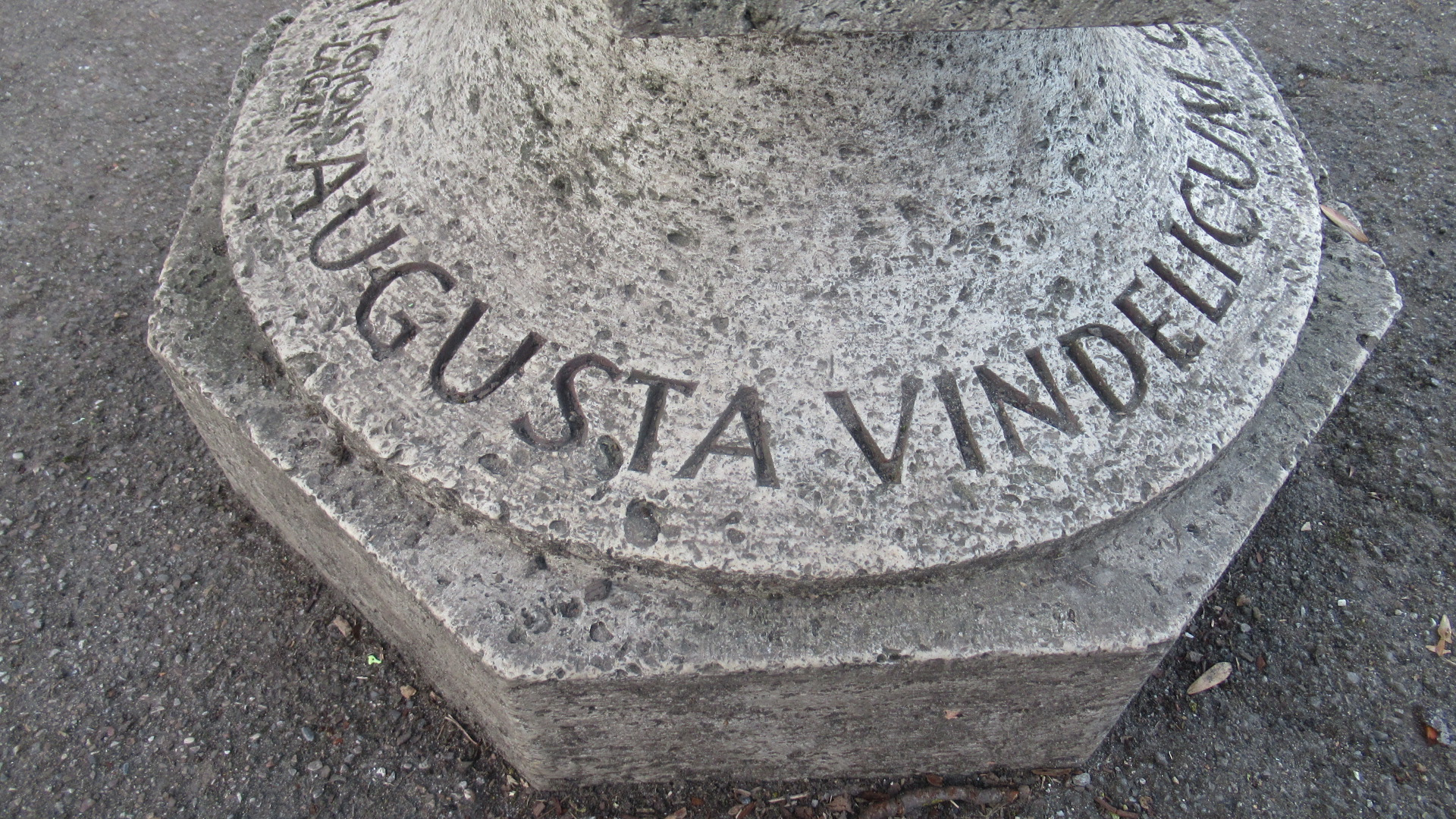
Inschrift (b)
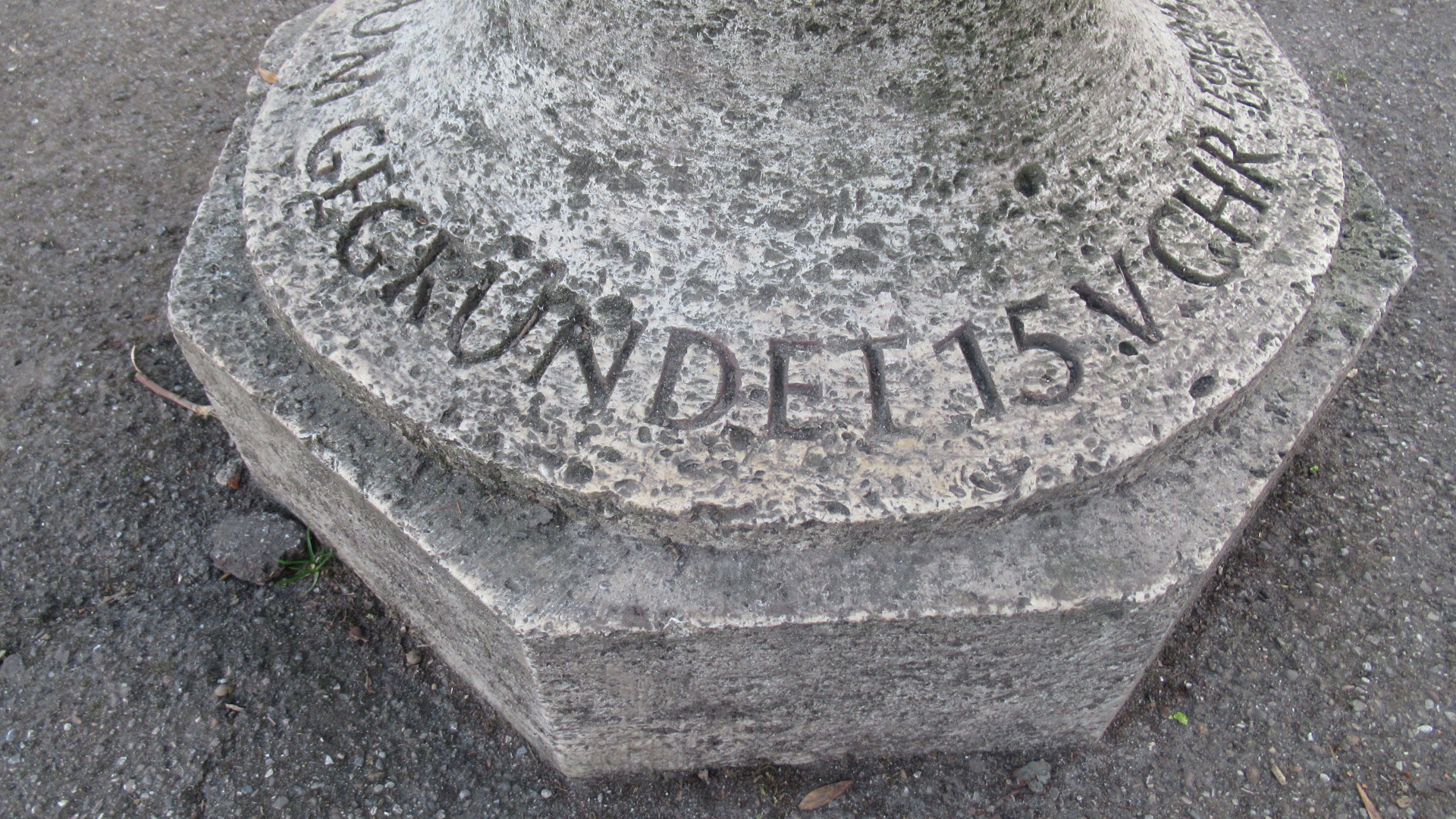
Inschrift (c)

Die ausgewählten Ereignisse aus der Stadtgeschichte werden auf den Texttafeln in chronologischer Reihenfolge wiedergegeben, beginnend in der untersten Lage der Tafeln an der Südseite, sodann fortlaufend „linksherum“ (beziehungsweise „rechtsdrehend“, im Uhrzeigersinn) in den einzelnen Schaftabschnitten und endend in der obersten der fünf Lagen an der Ostseite.
| Schaftabschnitt (Lage) | Südseite                              | Westseite                                      | Nordseite                                          | Ostseite                                        |
| ---------------------- | ------------------------------------- | ---------------------------------------------- | -------------------------------------------------- | ----------------------------------------------- |
| 5 (oberste)            | ERFINDUNG DES DIESEL MOTORS 1897 MAN  | AUGSBURG WIRD IM JAHRE 1910 GROSS STADT        | ZERSTÖRUNG 1944/45 DURCH FLUGZEUG ANGRIFFE         | 1946–1970 WIEDERAUF- BAU UND AUSBAU DER STADT   |
| 4                      | AUGSBURGER RELIGIONS FRIEDEN 1555     | 1615–1620 ELIAS HOLL ERBAUT DAS NEUE RATHAUS   | DIE PARITÄT WIRD EINGEFÜHRT 1648                   | 1806 AUGSBURG WIRD BAYERISCHE STADT             |
| 3                      | 1516–1525 WIRD DIE FUGGEREI ERBAUT    | REFORMATION 1525–1537 CONFESSIO AUGUSTANA 1530 | PATRIZIATS HERRSCHAFT 1548–1806 WIEDER KATH MESSEN | WIRTSCHAFTS BLÜTE 1490–1558 FUGGER WELSER       |
| 2                      | STADTRECHT STADTBUCH FREIE STADT 1276 | AUGSBURG WIRD 1316 FREIE REICHS- STADT         | 1326–1431 GOTISCHER UM- UND ANBAU DES DOMS         | 1368 ZUNFT REVOLUTION UND HERR- SCHAFT BIS 1548 |
| 1 (unterste)           | SCHLACHT AUF DEM LECHFELD 955         | ROMANISCHER DOM WIRD 996–1065 ERBAUT           | AUGSBURGS ERSTES STADTRECHT 1156                   | DIE BÜRGER BESIEGEN BISCHOF HARTMANN 1251       |

Die „vier Seiten“ der „Geschichtssäule“
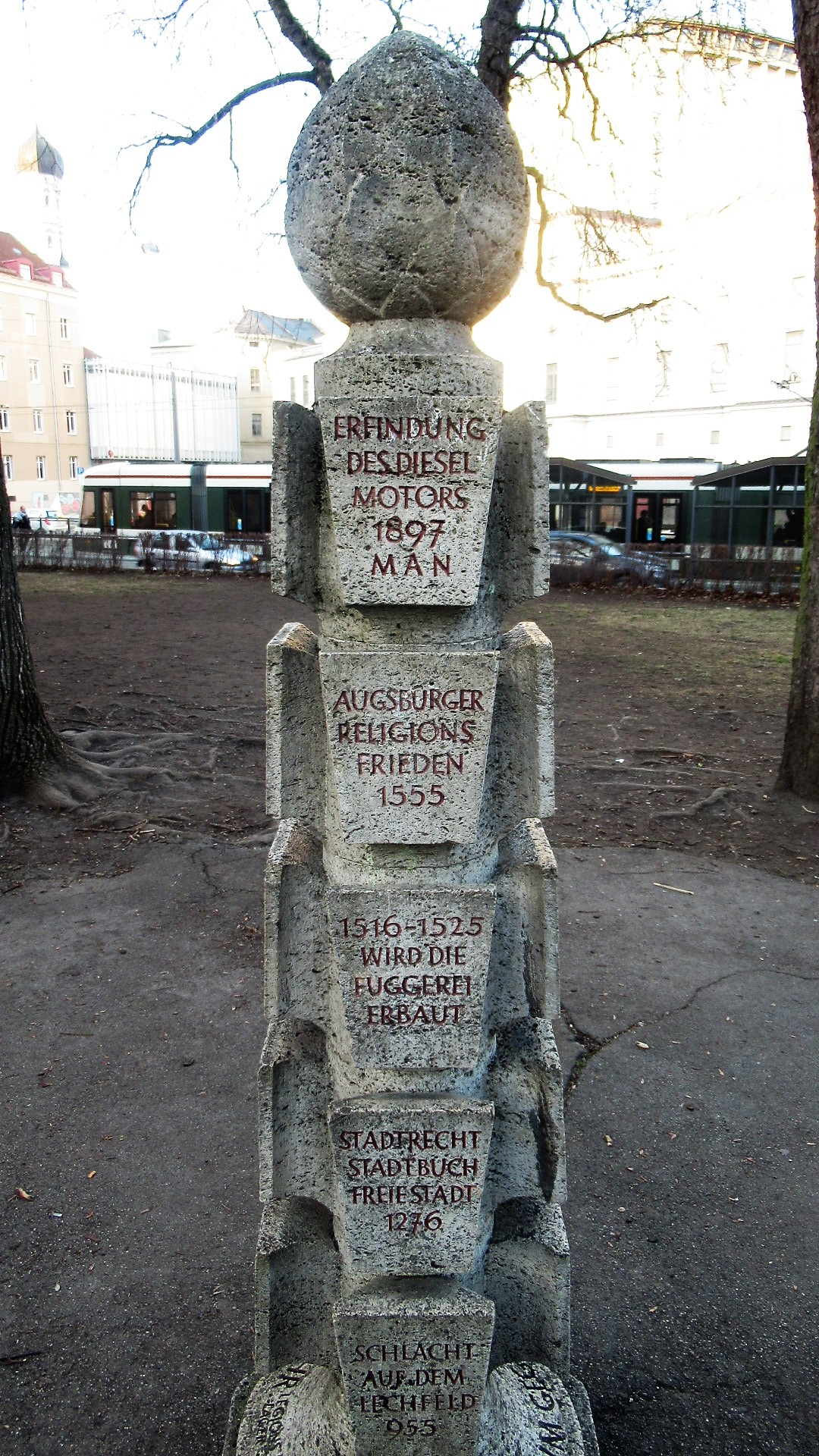
Südseite
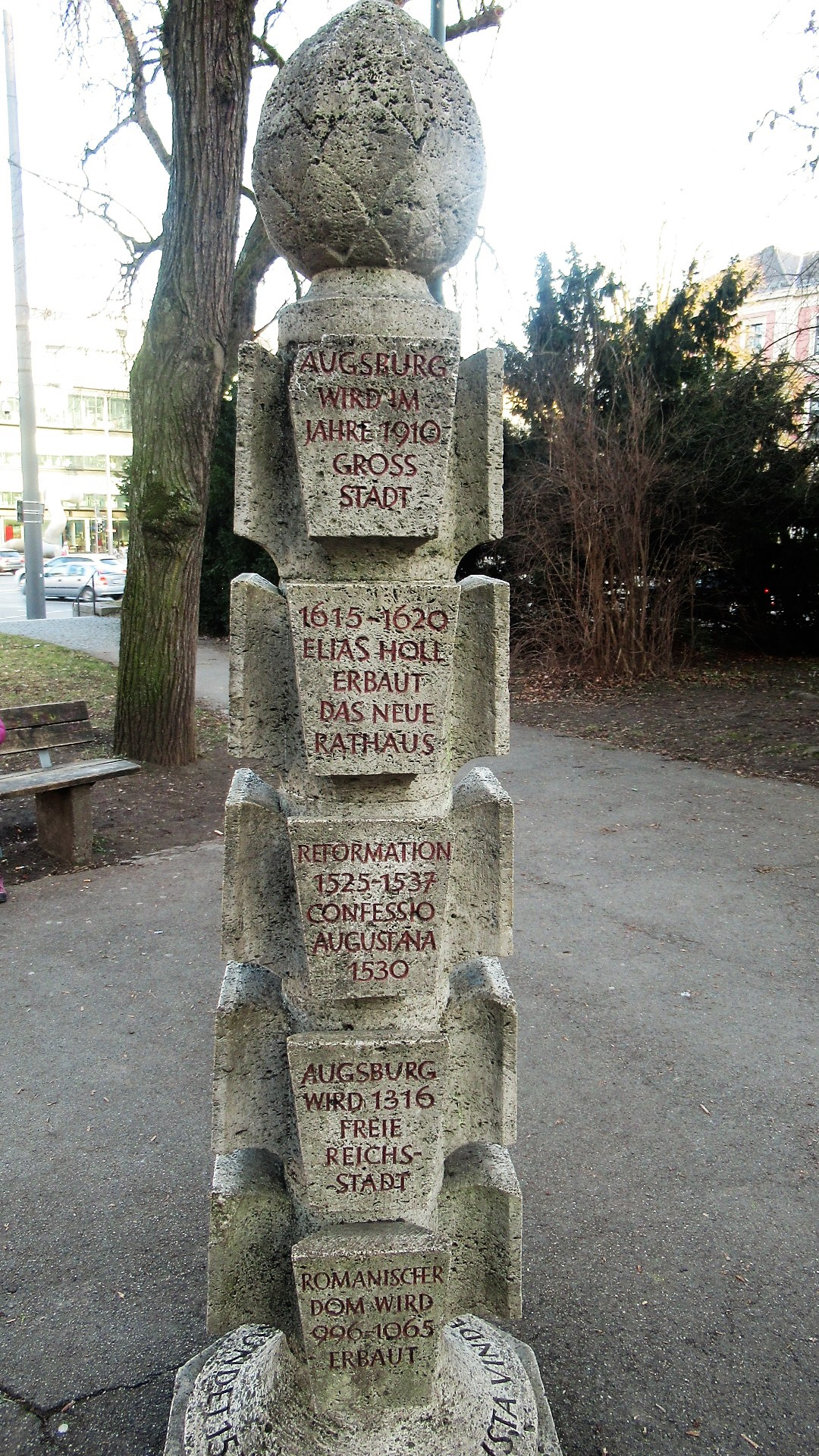
Westseite
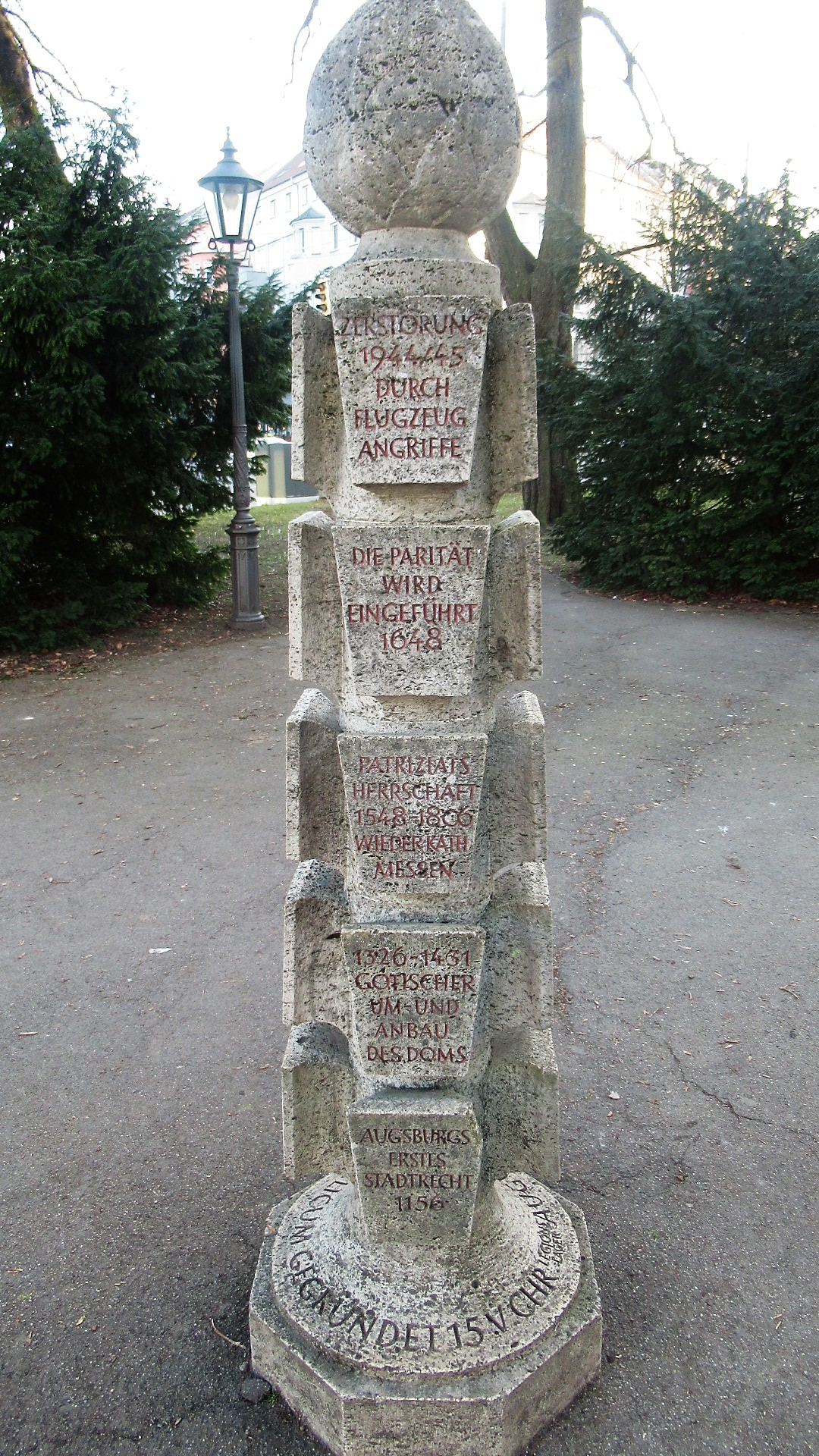
Nordseite
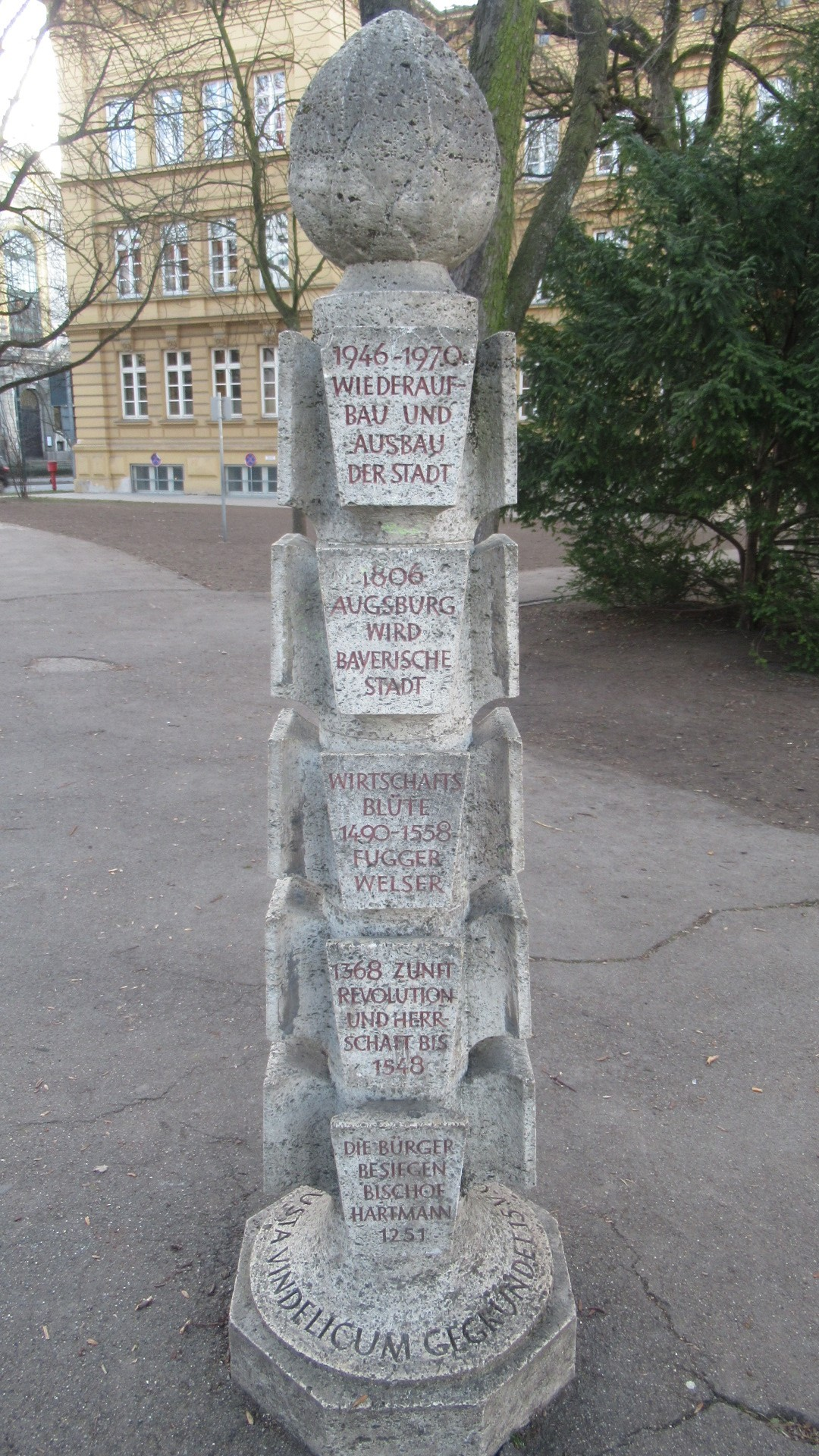
Ostseite